# João Pereira Jamba
João Pereira Jamba   (Benguela, 10 de juliol de 1977) és un exfutbolista angolès de la dècada de 2000.
Fou internacional amb la selecció de futbol d'Angola.
Pel que fa a clubs, destacà a Atlético Sport Aviação.

## Partits internacionals
| Selecció de futbol d'Angola | Selecció de futbol d'Angola | Selecció de futbol d'Angola |
| Any                         | Partits                     | Gols                        |
| --------------------------- | --------------------------- | --------------------------- |
| 1998                        | 1                           | 0                           |
| 1999                        | 0                           | 0                           |
| 2000                        | 0                           | 0                           |
| 2001                        | 0                           | 0                           |
| 2002                        | 0                           | 0                           |
| 2003                        | 4                           | 0                           |
| 2004                        | 11                          | 0                           |
| 2005                        | 10                          | 0                           |
| 2006                        | 17                          | 1                           |
| 2007                        | 8                           | 0                           |
| 2008                        | 3                           | 0                           |
| 2009                        | 4                           | 0                           |
| Total                       | 58                          | 1                           |